# Giulio Cesare Colonna di Sciarra, V principe di Carbognano
Giulio Cesare Colonna di Sciarra, V principe di Carbognano (Roma, 26 novembre 1705 – Roma, 28 gennaio 1787), è stato un principe italiano.
I suoi genitori furono Francesco e Vittoria Salviati; i suoi fratelli minori furono i cardinali Prospero e Girolamo.

## Matrimonio e figli
Il 19 maggio 1728 Giulio Cesare sposò a Roma la giovane e ricca ereditiera Cornelia Costanza Barberini (21 dicembre 1716 - 7 dicembre 1797), che all'epoca aveva 12 anni. Cornelia, ultima esponente della propria famiglia in quanto unica figlia ed erede di Urbano, III principe di Palestrina, oltre che principe di Roviano ed Anticoli e duca di Montelibretti.
La coppia ebbe dieci figli:
- Lucrezia (30 gennaio 1730 - 1º marzo 1730)[4]
- Anna Maria (28 dicembre 1730 - 10 luglio 1799); sposò nel 1749 Filippo I Sforza Cesarini, principe di Genzano e conte di Santa Fiora[4]; rimasta vedova, nel 1774 si fece monaca clarissa in S. Restituta a Narni come suor Costante Maria Teresa[3]
- Olimpia (1º dicembre 1731 - 22 dicembre 1800); sposò nel 1748 Gennaro Maria Caracciolo, IV duca di Girifalco[4]
- Urbano (1733 - 1796), VI principe di Carbognano; sposò Maria Monica Carafa[4]
- Carlo Maria (5 settembre 1735 - 1819), V principe di Palestrina; assunse il cognome di Colonna-Barberini sposò nel 1770 Giustina Borromeo Arese; ebbe discendenza[5][4]
- Artemisia (19 agosto 1736 - ?), monaca domenicana col nome di suor Anna Costanza nel monastero di Santa Caterina di Siena a Roma dal 30 settembre 1753[4]
- Maria Vittoria Felice (5 agosto 1737 - 20 luglio 1817); sposò nel 1758 Bartolomeo Corsini, III principe di Sismano (1729-1792)[4]
- Francesco Maria (25 settembre 1738 - in tenera età)
- Maria Camilla (1741 - in tenera età)
- Ella Maria Pia Vittoria (1743-1764)

Giulio Cesare morì a Roma nel 1787.

## Eredità
In base alle disposizioni testamentarie del suocero, Giulio Cesare assunse il cognome Barberini, conseguendo così il patrimonio costituito in maggiorasco da papa Urbano VIII, così che Palestrina, tornò in casa Colonna solo dopo circa un secolo. Il primo figlio maschio, Urbano, ereditò quindi i titoli paterni ed una parte di quelli Barberini. Cornelia Costanza Barberini istituì invece con i propri beni una secondogenitura, costituita dal principato di Palestrina ed altri titoli della sua famiglia, che fu assegnata al figlio Carlo.
I beni Barberini vennero successivamente reclamati da Maffeo, figlio del primogenito Urbano; ne seguì una transazione, mediante la quale il principe di Palestrina dovette cedere nel 1811 Montelibretti, Nerola, Corese, Monteflavio, Ponticelli e Montorio Romano, rimanendo al ramo secondogenito il principato di Palestrina, Castel San Pietro, Capranica, San Vittorino e Collalto.

## Ascendenza
|                                                            |                                     |                                        | Genitori                              |  |  | Nonni |  |  | Bisnonni                                                    |  |  | Trisnonni                                              |  |
|                                                            |                                     |                                        |                                       |  |  |       |  |  | Giulio Cesare Colonna di Sciarra, II principe di Carbognano |  |  | Francesco Colonna di Sciarra, I principe di Carbognano |  |
|                                                            |                                     |                                        |                                       |  |  |       |  |  | Giulio Cesare Colonna di Sciarra, II principe di Carbognano |  |  | Francesco Colonna di Sciarra, I principe di Carbognano |  |
|                                                            |                                     | Ersilia Sforza di Valmontone           |                                       |  |  |       |  |  | Giulio Cesare Colonna di Sciarra, II principe di Carbognano |  |  |                                                        |  |
| Egidio Colonna di Sciarra, III principe di Carbognano      |                                     |                                        |                                       |  |  |       |  |  | Giulio Cesare Colonna di Sciarra, II principe di Carbognano |  |  |                                                        |  |
|                                                            |                                     | Isabella Farnese                       | Ranuccio Farnese                      |  |  |       |  |  |                                                             |  |  |                                                        |  |
|                                                            |                                     | Isabella Farnese                       | Ranuccio Farnese                      |  |  |       |  |  |                                                             |  |  |                                                        |  |
|                                                            |                                     | Isabella Farnese                       | Briseide Ceretoli                     |  |  |       |  |  |                                                             |  |  |                                                        |  |
| Francesco Colonna di Sciarra, IV principe di Carbognano    |                                     | Isabella Farnese                       |                                       |  |  |       |  |  |                                                             |  |  |                                                        |  |
|                                                            |                                     | Antonio Maria Altieri                  | Orazio Altieri                        |  |  |       |  |  |                                                             |  |  |                                                        |  |
|                                                            |                                     | Antonio Maria Altieri                  | Orazio Altieri                        |  |  |       |  |  |                                                             |  |  |                                                        |  |
|                                                            |                                     | Antonio Maria Altieri                  | Anne du Blioul                        |  |  |       |  |  |                                                             |  |  |                                                        |  |
| Anna Vittoria Altieri                                      |                                     | Antonio Maria Altieri                  |                                       |  |  |       |  |  |                                                             |  |  |                                                        |  |
|                                                            |                                     | Lucrezia Ricci                         | …                                     |  |  |       |  |  |                                                             |  |  |                                                        |  |
|                                                            |                                     | Lucrezia Ricci                         | …                                     |  |  |       |  |  |                                                             |  |  |                                                        |  |
|                                                            |                                     | Lucrezia Ricci                         | …                                     |  |  |       |  |  |                                                             |  |  |                                                        |  |
| Giulio Cesare Colonna di Sciarra, V principe di Carbognano |                                     | Lucrezia Ricci                         |                                       |  |  |       |  |  |                                                             |  |  |                                                        |  |
|                                                            | Jacopo Salviati, I duca di Giuliano | Lorenzo Salviati, marchese di Giuliano |                                       |  |  |       |  |  |                                                             |  |  |                                                        |  |
|                                                            | Jacopo Salviati, I duca di Giuliano | Lorenzo Salviati, marchese di Giuliano |                                       |  |  |       |  |  |                                                             |  |  |                                                        |  |
|                                                            | Jacopo Salviati, I duca di Giuliano | Maddalena Strozzi                      |                                       |  |  |       |  |  |                                                             |  |  |                                                        |  |
| Francesco Maria Salviati, II duca di Giuliano              | Jacopo Salviati, I duca di Giuliano |                                        |                                       |  |  |       |  |  |                                                             |  |  |                                                        |  |
|                                                            |                                     | Veronica Cybo Malaspina                | Carlo I Cybo-Malaspina                |  |  |       |  |  |                                                             |  |  |                                                        |  |
|                                                            |                                     | Veronica Cybo Malaspina                | Carlo I Cybo-Malaspina                |  |  |       |  |  |                                                             |  |  |                                                        |  |
|                                                            |                                     | Veronica Cybo Malaspina                | Brigida Spinola                       |  |  |       |  |  |                                                             |  |  |                                                        |  |
| Vittoria Salviati                                          |                                     | Veronica Cybo Malaspina                |                                       |  |  |       |  |  |                                                             |  |  |                                                        |  |
|                                                            |                                     | Paolo Sforza, marchese di Proceno      | Alessandro Sforza, I duca di Segni    |  |  |       |  |  |                                                             |  |  |                                                        |  |
|                                                            |                                     | Paolo Sforza, marchese di Proceno      | Alessandro Sforza, I duca di Segni    |  |  |       |  |  |                                                             |  |  |                                                        |  |
|                                                            |                                     | Paolo Sforza, marchese di Proceno      | Eleonora Orsini                       |  |  |       |  |  |                                                             |  |  |                                                        |  |
| Caterina Sforza di Proceno                                 |                                     | Paolo Sforza, marchese di Proceno      |                                       |  |  |       |  |  |                                                             |  |  |                                                        |  |
|                                                            |                                     | Olimpia Cesi                           | Federico Cesi, II duca di Acquasparta |  |  |       |  |  |                                                             |  |  |                                                        |  |
|                                                            |                                     | Olimpia Cesi                           | Federico Cesi, II duca di Acquasparta |  |  |       |  |  |                                                             |  |  |                                                        |  |
|                                                            |                                     | Olimpia Cesi                           | Isabella Salviati                     |  |  |       |  |  |                                                             |  |  |                                                        |  |
|                                                            |                                     | Olimpia Cesi                           |                                       |  |  |       |  |  |                                                             |  |  |                                                        |  |